# Kniażowo (obwód wołogodzki)
Kniażowo (ros. Княжово) – wieś w Rosji, w rejonie wołogodzkim obwodu wołogodzkiego. W 2010 r. liczyła 12 mieszkańców.